# Hut
Hut, česky také Gut nebo Gutovo, ukrajinsky Гут maďarsky Gút, je obec ve Velkobehaňské vesnické komunitě (hromadě), v okrese Berehovo v Zakarpatské oblasti Ukrajiny. Obec má dvě části – Velkou Hut a Malou Hut. V roce 2001 v obci žilo 1 353 obyvatel, z toho 95,79 % bylo maďarské národnosti.

## Historie
První písemné zmínky o obci byly nalezeny v listinách z let 1312 a 1323. Obec byla součástí Uherska. Po skončení první světové války se obec na základě Trianonské smlouvy stala součástí nově vzniklého Československa. V roce 1938 byla obec v důsledku první vídeňské arbitráže přičleněna k Maďarsku. Po skončení druhé světové války byla obec postoupena Sovětskému svazu a stala se součástí Ukrajinské sovětské socialistické republiky. Od roku 1946 do roku 1995 byl název obce změněn na Garazdivka. Po rozpadu SSSR se obec v roce 1991 stala součástí samostatné Ukrajiny.